# 110026 Hamill
110026 Hamill este o planetă minoră (asteroid), cu un diametru de 3,999 km, din centura de asteroizi. A fost descoperită pe 17 septembrie 2001 la Goodricke-Pigott Observatory⁠(d) de Roy A. Tucker⁠(d). 
Obiectul prezintă o orbită caracterizată de o semiaxă mare de 3,0480517029029 UAi, o excentricitate de 0,05, o înclinație de 4,1 ° în raport cu ecliptica.